# Kenneth Carmohn
Kenneth Carmohn Späth født 24. januar 1965 er en dansk skuespiller uddannet på Statens Teaterskole i 1999.
Han har været ansat ved flere Københavnske teatre. Bl.a. spillede han Clemmens i "Morderenglen" på Betty Nansen Teatret og Hr. Pind i "Den luft andre indånder" på Mungo Park. 
Hans første indsats var som statist i filmen "De uanstændige" 1983. 
Efter nogle år hvor han uddannede sig til og arbejde som frisør debuterede han som filmskuespiller i 1995 med rollen som tjener i filmen "Farligt venskab".
Han har også haft et par mindre roller i TV-serierne Rejseholdet, Skjulte spor og Plan B. 
Arbejder som privat skuespillercoach til flere skuespillere. 
Tideligere gift med sangerinden Pernille Pettersson Carmohn

## Film
- De uanstændige (1983) – som statist
- Farligt venskab (1995)
- De vendte aldrig hjem (1997)
- Nattens engel (1998)
- Baby (2003)
- Kongekabale 2004
- Den gode strømer (2004)
- Han, hun og Strindberg (2006)
- Viking Saga (2007)
- Sandheden om mænd (2010)
- Klovn - The Movie (2012)
- Skytten (2012)
- Kvinden i buret (2013)

## Teaterskuespil
- Samleren
- Klokkeren fra Notre Dame på Folketeatret
- Morder englen på Betty Nansen Teatret
- Kameliadamen på Århus Teater
- Carmen negre på Århus Teater
- Den luft andre indånder på Mungo Park
- Kvadratroden af Hedda på Kalaidoskop Teatret

## Skuespiller- og castingcoach
- Skuespillercoach på spillefilmen "Midsommer"
- Skuespillercoach på spillefilmen "Den gode strømer"
- Skuespillercoach på spillefilmen "Inkasso"
- Skuespillercoach på TV 2s Julekalender "Jesus og Josefine".
- Skuespillercoach på Danmarks Radio´s serie "Sommer"
- Castingcoach på spillefilmen "Drabet"
- Castingcoach på musikteater forestillingen "Den eneste ene"